# Haydn Bendall
Haydn Bendall (* 13. dubna 1951) je anglický hudební producent a zvukový inženýr. Narodil se v Essexu a v roce 1973 začal pracovat jako asistent ve studiích Abbey Road Studios. Později začal pracovat jako zvukový inženýr a producent. Během své kariéry spolupracoval s mnoha hudebníky, mezi které patří například Kate Bushová, Marc Almond, Tina Turner, Gary Moore, Alan Parsons, Freddie Mercury, Pat Metheny, Chris Botti nebo Katie Melua. V roce 2013 získal ocenění Człowiek ze Złotym Uchem.